# شکفته شد گل حمرا و گشت بلبل مست
غزلی با مطلعِ «شکفته شد گل حمرا و گشت بلبل مست» غزل شمارهٔ ۲۵ از دیوانِ حافظ در تصحیحِ محمد قزوینی و قاسم غنی است.

## در اجراها
بنان در برنامهٔ شمارهٔ ۱۳۸ از مجموعهٔ گل‌های جاویدان این غزل  و غزل حسب حالی ننوشتی و شد ایامی چند را در دستگاهِ سه‌گاه و چهارگاه اجرا کرده‌است.